# スポーツ・パレード
スポーツ・パレードは、ABCラジオ（朝日放送）で1952年1月-1998年4月まで（途中休止期間もあり）放送されたスポーツニュース番組である。
1952年1月13日に放送を開始し、当初は毎週日曜日の19:50-20:00までの放送だったが、1954年4月3日以降放送終了までは、途中休止期間もあったものの毎日放送された。 
テーマソングは、朝日放送のスポーツ中継で長らく使われていた行進曲『ウィーンはいつもウィーン』（演奏：ボストン・ポップス・オーケストラ、指揮者：アーサー・フィードラー）。開始当初は前述の通り10分間の番組で、その日のプロ野球ナイターの試合ダイジェストの実況音源を中心に、スポーツ関連のニュースを伝えていた。
後に放送時間を5分間に短縮。朝日放送の男性アナウンサーが原稿を読むスタイルで、プロ野球シーズン中は当日の全試合の結果・経過、大相撲の本場所中は中入後の主な取組結果を必ず伝えていた。プロ野球シーズン中には、『ナイタージョッキー』（生放送によるナイトゲーム中継のクッション番組）を担当する男性アナウンサー（1990年代前半はスポーツ担当でもあった安部憲幸）が出演。『ナイタージョッキー』が当初から組まれていない曜日、同番組のパーソナリティを男性アナウンサー以外の人物が務めていた時期および、プロ野球のオフシーズンには、前後の『朝日新聞ニュース』を担当するアナウンサーが兼務していた。
この番組は何度も時間変更があり、また番組休止期間もあったが、1998年4月5日の放送を最後に番組は終了した。因みに、番組終了時の放送時間は毎日21:55-22:00までであった。

## スポンサー
一時期（放送後期）に阪神電気鉄道が担当。甲子園阪神パークや六甲山人工スキー場（冬期）といった関連レジャー施設のCMが多かった（もちろん、電車やバスのCMが流れる事もあった）。CMはタイトルコール前の1本（例:「オフピークチケット・サンキューチケット。お求めは、阪神電車・新型券売機で。」）と、ニュースが終わった後に『ウィーンはいつもウィーン』をBGMにしながらの1本、計2本というパターンであった。但し1995年度だけは阪神・淡路大震災の影響でスポンサーを見合わせていた時期であった。

## 参考資料
- 朝日放送の50年―資料集「主なラジオ番組」　朝日放送社史編修室編　朝日放送　2000年3月発行（非売品）